# (2165) Young
(2165) Young ist ein Asteroid des Hauptgürtels, der am 7. September 1956 am Goethe-Link-Observatorium im US-Bundesstaat Indiana entdeckt wurde.
Benannt wurde der Asteroid am 15. Mai 1984 nach dem US-amerikanischen Astronomen Charles Augustus Young.